# Вендичанська селищна рада
Вендича́нська се́лищна ра́да — адміністративно-територіальна одиниця та орган місцевого самоврядування в Могилів-Подільському районі Вінницької області. Адміністративний центр — селище міського типу Вендичани.

## Загальні відомості
- Територія ради: 5,7 км²
- Населення ради: 5 767 осіб (станом на 2001 рік)
- Територією ради протікає річка Вендичанка

## Населені пункти
Селищній раді підпорядковані населені пункти:
- смт Вендичани
- с. Борщівці
- с. Підлісне
- с. Тарасівка

## Склад ради
Рада складається з 24 депутатів та голови.
- Голова ради: Крижанівський Анатолій Іванович

### Керівний склад попередніх скликань
| Прізвище, ім'я, по батькові | Основні відомості                                                | Дата обрання | Дата звільнення |
| --------------------------- | ---------------------------------------------------------------- | ------------ | --------------- |
| Данильчук Микола Якович     | Селищний голова, 1950 року народження, безпартійний              | 26.03.2006   | 31.10.2010      |
| Ломачинська Любов Іванівна  | Селищний голова, 1965 року народження, освіта вища, позапартійна | 31.10.2010   |                 |

Примітка: таблиця складена за даними сайту Верховної Ради України

### Депутати
За результатами місцевих виборів 2010 року депутатами ради стали:

#### За суб'єктами висування
| Суб'єкт висування | Кількість обраних депутатів | %   |
| ----------------- | --------------------------- | --- |
| Самовисування     | 24                          | 100 |

#### За округами
| № округу | Прізвище, ім'я, по батькові        | Дата визнання обраним | Освіта             | Партійна приналежність                        | Відомості про обраного депутата                                                      |
| -------- | ---------------------------------- | --------------------- | ------------------ | --------------------------------------------- | ------------------------------------------------------------------------------------ |
| 1        | Титаренко Тетяна Сергіївна         | 01.11.2010            | вища               | позапартійна                                  | Вендичанська 30Ш I–III ст., вчитель математики                                       |
| 2        | Горбик Галина Петрівна             | 01.11.2010            | середня спеціальна | позапартійна                                  | Вендичанська загальноосвітня школа І-ІІІ ст., технічний працівник                    |
| 3        | Гуджол Яна Миколаївна              | 01.11.2010            | вища               | член Комуністичної партії України             | тимчасово не працює                                                                  |
| 4        | Федорусова Валентина Олександрівна | 01.11.2010            | середня спеціальна | позапартійна                                  | приватний підприємець                                                                |
| 5        | Гончак Марія Василівна             | 01.11.2010            | середня спеціальна | член Всеукраїнського об'єднання «Батьківщина» | Вендичанський ЖКБ «Комунальник», головний бухгалтер                                  |
| 6        | Теретенко Валентина Григорівна     | 01.11.2010            | середня спеціальна | позапартійна                                  | пенсіонер                                                                            |
| 7        | Крижанівська Оксана Анатолівна     | 01.11.2010            | вища               | позапартійна                                  | приватний підприємець                                                                |
| 8        | Слободянюк Антоніна Василівна      | 01.11.2010            | вища               | позапартійна                                  | Вендичанська загальноосвітня школа І-ІІІ ст., вчитель української мови та літератури |
| 9        | Бральчук Тетяна Миколаївна         | 01.11.2010            | вища               | позапартійна                                  | Вендичанська селищна рада, касир                                                     |
| 10       | Прокопенко Галина Іванівна         | 09.01.2011            | середня спеціальна | позапартійна                                  | пенсіонер                                                                            |
| 11       | Настечко Олександр Іванович        | 01.11.2010            | середня спеціальна | позапартійний                                 | ДЕД м. Могилів-Подільський, майстер                                                  |
| 12       | Паламарчук Тетяна Олександрівна    | 01.11.2010            | вища               | позапартійна                                  | Вендичанська загальноосвітня школа І-ІІІ ст., вчитель початкових класів              |
| 13       | Цирульник Микола Григорович        | 01.11.2010            | вища               | член Селянської партії України                | пенсіонер                                                                            |
| 14       | Заінчківська Марія Василівна       | 01.11.2010            | вища               | позапартійна                                  | пенсіонер                                                                            |
| 15       | Салецька Тетяна Григорівна         | 01.11.2010            | середня спеціальна | позапартійна                                  | Вендичанський дошкільний навчальний заклад № 1, завідувачка                          |
| 16       | Овчарук Валентина Петрівна         | 01.11.2010            | середня спеціальна | позапартійна                                  | Вендичанська міська лікарня, чергова медсестра                                       |
| 17       | Петровський Віталій Степанович     | 01.11.2010            | вища               | позапартійний                                 | Вендичанська селищна рада, спеціаліст-землевпорядник                                 |
| 18       | Шпаргалок Антоніна Федорівна       | 01.11.2010            | середня спеціальна | позапартійна                                  | пенсіонер                                                                            |
| 19       | Чабан Лідія Михайлівна             | 01.11.2010            | середня            | позапартійна                                  | пенсіонер                                                                            |
| 20       | Крижанівська Тетяна Володимирівна  | 01.11.2010            | вища               | позапартійна                                  | Вендичанська загальноосвітня школа І-ІІІ ст., психолог                               |
| 21       | Круків Людмила Вікторівна          | 01.11.2010            | вища               | позапартійна                                  | Борщівецький НВК «ЗНЗ-ДНЗ», вчитель початкових класів                                |
| 22       | Бурдейна Світлана Петрівна         | 01.11.2010            | вища               | член Політичної партії «Сильна Україна»       | Борщівецький НВК «ЗНЗ-ДНЗ», вихователь                                               |
| 23       | Мазур Тетяна Петрівна              | 01.11.2010            | вища               | член Всеукраїнського об'єднання «Батьківщина» | Борщівецький НВК «ЗНЗ-ДНЗ», вчитель початкових класів                                |
| 24       | Дегтярьова Надія Михайлівна        | 01.11.2010            | середня спеціальна | член Партії регіонів                          | Могилів-Подільський «Укртелеком», оператор електрозв'язку                            |